# Battaglia di Aljubarrota
La battaglia di Aljubarrota si svolse il 14 agosto 1385 nell'omonimo villaggio tra le truppe del re Giovanni I del Portogallo, comandate dal conestabile Nuno Álvares Pereira, ribelle per i castigliani, e l'esercito del re di Castiglia e León Giovanni I.

## Premesse
Tra la fine del 1384 e l'inizio del 1385, Nuno Álvares Pereira cercò di sottomettere la maggior parte delle città portoghesi favorevoli alla causa castigliana. Peraltro, il re Giovanni I di Castiglia aveva sposato la principessa Beatrice, unica figlia del defunto re Ferdinando I. Rispondendo alla richiesta di aiuto, le truppe inglesi sbarcarono in Portogallo il giorno di Pasqua. Non era un contingente numeroso, solo seicento uomini, ma la maggior parte dei quali erano veterani delle battaglie della guerra dei Cento anni e molti tra loro erano esperti arcieri. Il 6 aprile 1385, dopo due anni di vacatio regis nei quali il trono del Portogallo era rimasto appunto vacante, Giovanni di Aviz venne incoronato re del Portogallo dalle Cortes riunite a Coimbra, per evitare che le pretese castigliane si potessero concretizzare. Nuno Álvares Pereira venne nominato Conestabile del Portogallo. Giovanni I di Castiglia inviò una spedizione punitiva, ma il suo esercito venne sconfitto nella battaglia di Trancoso nel mese di maggio del 1385. A questo punto il re castigliano, capendo che per risolvere la questione doveva usare tutte le sue forze, comandò lui stesso un poderoso esercito, che invase il Portogallo, partendo da nord, nella seconda settimana di giugno. Le forze in campo erano dalla parte del re castigliano, trentamila uomini compreso un forte contingente di cavalleria francese contro seimila portoghesi e circa seicento inglesi. I castigliani riuscirono a conquistare la regione di Lisbona e di Santarem. Intanto gli eserciti di Giovanni di Aviz e di Nuno Álvares Pereira si trovarono a Tomar.

## La battaglia

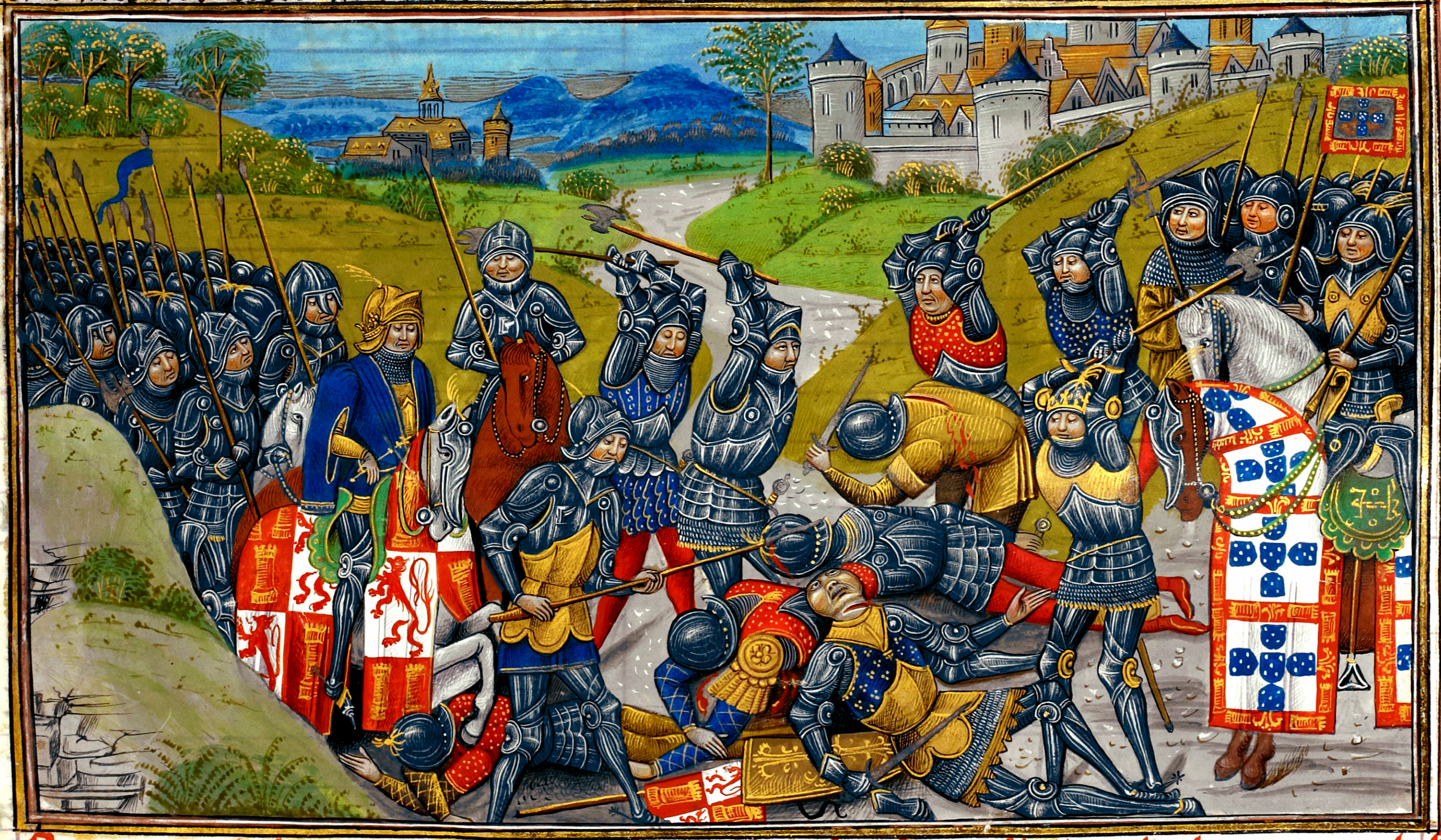
La battaglia in una rappresentazione medievale

Dopo una discussione, si decise di non permettere ai castigliani di assediare ancora Lisbona, ma di intercettarli nelle vicinanze di Leiria, nei pressi del villaggio di Aljubarrota. Il 14 agosto l'esercito castigliano, molto lento nelle manovre dato il numero di truppe, si scontrò con l'esercito portoghese, rinforzato dal distaccamento inglese. Pereira schierò i suoi uomini sulla cresta di una collina con elevata pendenza, creando una barriera con la fanteria e la cavalleria appiedata, inizialmente affiancate dai gruppi di arcieri inglesi dotati di archi longbow, che bersagliarono a lunga distanza le truppe dall'alto. I castigliani non ritenendo possibile un attacco frontale, a metà giornata tentarono una manovra aggirante, ma i portoghesi crearono una specie di imbuto indirizzando l'avanzata avversaria verso una barriera formata ancora dalla fanteria protetta da difese statiche quali appunto i piedi di corvo. Dopo aver colpito a lunga distanza la cavalleria che avanzava, gli arcieri arretrarono mentre la parte avanzata della fanteria si divise in due gruppi che si posizionarono al lato degli apprestamenti difensivi. I castigliani non riuscirono a manovrare e vennero duramente colpiti all'interno dell'imbuto con forti perdite, fino a che l'avanzata delle riserve portoghesi non mise fine alla battaglia.
Con questa vittoria, Giovanni di Aviz venne riconosciuto come unico re del Portogallo, ponendo fine all'interregno. Il riconoscimento da parte della Castiglia arrivò solo nel 1411, a seguito della vittoria portoghese a Valverde de Mérida. L'alleanza anglo-portoghese fu suggellata con il Trattato di Windsor del 1386 e il matrimonio tra Giovanni I del Portogallo con Filippa di Lancaster, figlia di Giovanni Plantageneto.